# Asamblea Popular de los Pueblos de Oaxaca
Die Asamblea Popular de los Pueblos de Oaxaca (APPO; deutsch: Volksversammlung der Völker Oaxacas) ist eine linksgerichtete mexikanische Organisation, die seit Juli 2006 im Bundesstaat Oaxaca aktiv ist. Sie ist ein Zusammenschluss aus mehr als 350 Gruppierungen, zu denen Gewerkschaften, Bauern-, Studenten- und Indígenaorganisationen gehören. Bei den Konflikten zwischen APPO, Paramilitärs und Polizei sind mindestens 26 Menschen getötet worden, die meisten von ihnen waren Sympathisanten der APPO.

## Entstehung

Lage Oaxacas in Mexiko

Im Bundesstaat Oaxaca wurde 2004 Ulises Ruiz Ortiz zum Gouverneur gewählt. Er gehört der Partei der Institutionellen Revolution (PRI) an, die Mexiko von 1929 bis 2000 regierte. Ruiz wird vorgeworfen, durch Wahlbetrug an die Macht gekommen zu sein und den Bundesstaat korrupt zu regieren. Auch weil Oaxaca einer der ärmsten Bundesstaaten Mexikos ist, in dem besonders die indigene Bevölkerung oft in bitterer Armut lebt, verschärften sich die Konflikte und führten zu zahlreichen Protesten von Indígenaorganisationen und anderen sozialen Bewegungen. Am 22. Mai 2006 begann die Lehrergewerkschaft (SNTE) in Oaxaca mit Protesten, um höhere Löhne und bessere Ausstattung der Schulen zu erreichen. Ruiz lehnte Verhandlungen ab und versuchte eine Lehrerversammlung auf dem Hauptplatz von Oaxaca de Juárez gewaltsam aufzulösen. Bei den Auseinandersetzungen schlugen Protestierende und Einwohner die Polizei zurück, die daraufhin mehrere Monate lang die Hauptstadt von Oaxaca nicht mehr betreten konnte. Nach Angaben der Lehrergewerkschaft kamen bei dieser Konfrontation vier Menschen (drei Lehrer und ein Kind) um. Der aus dem Regierungsgebäude vertriebene Gouverneur versuchte daraufhin, den Bundesstaat vom internationalen Flughafen von Oaxaca zu regieren.
Demonstranten und Bevölkerung fürchteten gewaltsame Reaktionen von Policía Federal Preventiva (PFP), Paramilitärs und dem Militär. Deshalb bildeten soziale Bewegungen, Gewerkschaften, Bauern- und Indiginaorganisationen die APPO. Wie viele Menschen zu ihrer Hochzeit im Herbst 2006 in der APPO organisiert waren und wie viele sie unterstützten, ist schwer abzuschätzen. Infolge der Repression seit der blutigen Niederschlagung der Blockade von Oaxaca am 25. November 2006 wurde die Organisation nicht zuletzt auch aufgrund interner Streitigkeiten und Austritte stark geschwächt.

## Eskalation des Konflikts
Hauptartikel: Konflikt in Oaxaca
Während sich Polizei und Regierung aus der Innenstadt von Oaxaca de Juarez im Sommer 2006 zurückgezogen hatten, errichteten Anhänger der APPO hunderte Barrikaden, um so einen Rücktritt des Gouverneurs Ulises Ruiz zu erreichen. In der Zeit wurden mehrere Radiostationen besetzt, die zur Koordination des Protestes dienten. Die zentrale Radiostation der APPO befindet sich auf dem Gelände der Universität Oaxacas. Sie war maßgeblich für die Koordination des Protestes, da die ärmere Bevölkerung Oaxacas kaum Zugang zu Mobiltelefonen und Internet hat.
Am 27. Oktober 2006 starben bei Zusammenstößen zwischen Aufständischen auf der einen und Polizei und Paramilitärs auf der anderen Seite drei Menschen, unter ihnen der US-amerikanische Indymedia-Reporter Brad Will. Will, der als Kameramann den Konflikt in Oaxaca dokumentierte, wurde durch zwei gezielte Schüsse getötet.

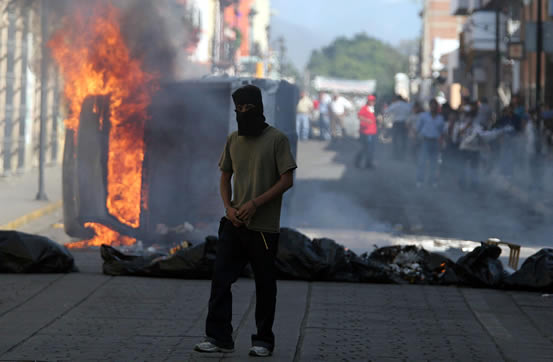
Straßenschlachten in Oaxaca

Präsident Vicente Fox ordnete daraufhin den Einmarsch der Policía Federal Preventiva an, die schnell den Zócalo der Stadt besetzte, andere Teile von Oaxaca de Juárez jedoch nicht unter Kontrolle bekommen konnte. Am 2. November rückte die Polizei zum Universitätsgelände vor, auf dem sich die strategisch wichtige Radiostation der APPO befindet. Trotz Einsatz von Hubschraubern, Wasserwerfern und Räumfahrzeugen musste sie sich aufgrund des massiven Widerstands der APPO-Anhänger nach einer mehrstündigen Straßenschlacht zurückziehen. Zudem erklärte sich der Rektor der Universität mit der APPO solidarisch und forderte Studenten und APPO auf, die Universität gegen die Policía Federal Preventiva zu verteidigen. Nach mexikanischem Recht darf die Polizei nur mit Zustimmung des Rektors das Universitätsgelände betreten.
In der Nacht vom 5. auf den 6. November erreichte der Konflikt durch drei Bombenexplosionen in Mexiko-Stadt eine neue nationale Dimension. Bei den Anschlägen auf die Zentrale der Partido Revolucionario Institucional, auf die nationale Wahlbehörde und eine Bankfiliale wurden jedoch keine Menschen verletzt. Mittlerweile haben sich fünf Guerillagruppen zu diesen Anschlägen bekannt und erklären, damit den Widerstand gegen Ruiz unterstützen zu wollen. Die APPO hat sich hingegen von derartigen Aktionen distanziert.

## Bedeutung in Mexiko
Der Höhepunkt des Konflikts fiel in eine politisch labile Zeit und wurde in ganz Mexiko aufmerksam verfolgt. Am 2. Juli 2006 unterlag der linke Präsidentschaftskandidat Andrés Manuel López Obrador dem Kandidaten der Regierungspartei Partido Acción Nacional (PAN), Felipe Calderón. López Obrador und seine Anhänger werfen Calderón jedoch Wahlbetrug vor. Folglich kündigte López Obrador die Gründung einer Gegenregierung an. Vertreter des PAN fürchteten, dass eine erfolgreiche Absetzung des Gouverneurs Ruiz die Sache Obradors stärken könnte. Calderón ist außerdem auf die Stimmen von Ruiz’ Partei PRI im Kongress angewiesen.
Die mexikanischen Massenmedien berichten überwiegend kritisch über die APPO, die Besetzung der Stadt wurde als illegal kritisiert, zudem wird auf wirtschaftliche Schäden und Zerstörungen in der Altstadt hingewiesen. Aktive Unterstützung erhält sie dagegen aus dem linken und linksliberalen Spektrum, etwa von der Zeitung La Jornada und mittlerweile auch von dem gescheiterten Präsidentschaftskandidaten Obrador. Für die meisten Toten werden rechte paramilitärische Einheiten verantwortlich gemacht. Es wurde auch ein Lehrer umgebracht, der dem Streik kritisch gegenüberstand. Während Ruiz die APPO für diesen Mord verantwortlich macht, weist diese jede Verantwortung zurück. Sie erklärt, dieser Mord sei Teil einer Eskalationsstrategie von Ruiz, der das Eingreifen des Militärs in Oaxaca erreichen wolle.
Gelegentlich werden Parallelen zwischen der APPO und der Zapatistischen Nationalen Befreiungsarmee (EZLN) gezogen, die 1994 im benachbarten Bundesstaat Chiapas rebellierte und seitdem Teile des Landes kontrolliert. Zwar werden beide Organisationen maßgeblich durch Indigene getragen die sowohl in Oaxaca als auch in Chiapas einen wichtigen Bevölkerungsanteil stellen. Im Gegensatz zur EZLN, die im Kern eine militärische Organisation ist, versteht sich die APPO aber als rein nichtmilitärische Bewegung. Dennoch gab es im Rahmen der anderen Kampagne, mit der sich die Zapatisten seit 2006 um eine landesweite außerparlamentarische Opposition bemühen, eine Zusammenarbeit zwischen beiden Organisationen.

## Internationale Beachtung
Die internationalen Medien berichteten zunächst nur zögerlich über die Ereignisse in Oaxaca, wobei die Kommentare überwiegend neutral bis verständnisvoll waren. Nach der Ermordung des US-amerikanischen Journalisten Bradley Roland Will und dem Einmarsch der Policía Federal Preventiva nahm das Medieninteresse jedoch zu. Allerdings wurde weiter von verschiedenen Seiten eine zu geringe internationale Beobachtung beklagt.
Nach der zunehmenden Eskalation des Konflikts kam es in vielen Städten in Europa und Amerika zu Protesten, darunter auch in Bern, Berlin, Hamburg und München. Am 3. November wurde zudem ein offener Brief zur Unterstützung der APPO und der Proteste veröffentlicht. Zu den Unterzeichnern gehören Noam Chomsky, Eduardo Galeano, Michael Hardt, Naomi Klein, Michael Moore, Antonio Negri, Arundhati Roy, Starhawk und Howard Zinn.